# Квинклорак
Квинклорак или хинклорак — гербицид (синтетический ауксин) в 1989 году разработанный концерном BASF.

## Получение
Хинклорак синтезируется из 7-хлор-8-метил хинолина, который сначала хлорируется и затем реагирует с гидроксиламин-гидрохлоридом, при этом хлор в боковой метильной цепи замещается на нитрил. Путём реакции с серной кислотой полученное вещество гидролизую до карбоновой кислоты.

## Использование
Квинклорак селективно действует на ряд сорняков и прежде всего на куриное просо (Echinochloa). Активно используется при выращивании риса.

## Утверждение
В странах ЕС и в Швейцарии использование этого вещества в качестве ингредиента гербицидов запрещено.